# Javier Carter
Javier Dione Carter (nacido el 20 de mayo de 1991) nació en Estados Unidos. Apodado Air, es un jugador de baloncesto profesional panameño del Passlab Yamagata Wyverns en Japón.

## Trayectoria

### Inicios
Carter jugó baloncesto en la escuela secundaria en la Escuela Episcopal de Dallas en Dallas, Texas. Después de la secundaria, Carter jugó baloncesto universitario en la Universidad del Sur de Alabama, con los South Alabama Jaguars, de 2009 a 2013

### Carrera profesional
El 31 de octubre de 2015, Carter fue seleccionado por Bakersfield Jam en la cuarta ronda del Draft de la Liga de Desarrollo de la NBA de 2015. Sus jugadas incluyen el jam con una mano y el alley-oop inverso. El 21 de septiembre de 2018, Carter firmó con el Maccabi Kiryat Motzkin de la Liga Nacional de Israel. En 32 partidos jugados para Kiryat Motzkin, promedió 18,9 puntos, 9,0 rebotes, 1,6 asistencias y 1,2 tapones por partido, mientras lanzaba un 41,5 por ciento desde el rango de tres puntos. Carter llevó a Kiryat Motzkin a las semifinales de la Liga Nacional Israelí de 2019, donde finalmente fueron eliminados por Hapoel Galil Elyon.

## Vida personal
Es hijo de Cecilio y Marcia Carter.  Su padre es de Río Abajo, Panamá. Está casado (2019) con Kandace Carter.

## Clubes
| Club                          | País           | Año         |
| ----------------------------- | -------------- | ----------- |
| Cáceres Ciudad del Baloncesto | España         | 2013- 2014  |
| Club Sportif Gravenchonnais   | Francia        | 2014 - 2015 |
| Bakersfield Jam               | Estados Unidos | 2015 - 2016 |
| Panteras de Costa del Este    | Panamá         | 2016        |
| Club Atlético Welcome         | Uruguay        | 2016 - 2017 |
| Caballos de Coclé             | Panamá         | 2016 - 2017 |
| Soles de Mexicali             | México         | 2016 - 2017 |
| CD Valdivia                   | Chile          | 2017 - 2018 |
| CD Hispano Americano          | Argentina      | 2017 - 2018 |
| Maccabi Kiryat Motzkin        | Israel         | 2018 - 2019 |
| Guaros de Lara                | Venezuela      | 2018 - 2019 |
| Akita Northern Happinets      | Japón          | 2019 - 2021 |
| Nagasaki Velca                | Japón          | 2021 - 2022 |
| Passlab Yamagata Wyverns      | Japón          | 2022 - act. |

## Logros y reconocimientos

### Clubes
- Campeón de la Liga Profesional de Baloncesto (2018)

### Logros individuales
- MVP de la LEB Plata 2013-14 semana a semana
- Mención de Honor de la Liga Nacional de Chile de Latinbasket.com (2018)